# Медзмариашвили, Элгуджа Викторович
Медзмариашвили Элгуджа Викторович (род. 17 августа 1946, Батуми, Грузия) — советский и грузинский учёный и военный деятель, доктор военных наук, доктор технических наук, профессор, генерал-майор, академик Национальной Академии Наук Грузии.
Медзмариашвили Элгуджа генеральный конструктор первого грузинского космического объекта, который был выведен на орбиту 23 июля 1999 года и после его раскрытия и испытания перешёл на независимую орбиту 28 июля. Он основал и развил в Грузии научную, академическую и практические направления космической техники и военно-инженерных отраслей.

## Биография
В 1964 году окончил Батумскую 1 среднюю школу c золотой медалью. В 1969 году окончил с отличием строительный факультет Грузинского технического университета, а в 1972 году аспирантуру по специальности — «Пространственные конструкции».
С 1973 года работает в Грузинском Техническом Университете. Был заведующим кафедрой — «Строительные конструкции»
(1985—1995), в последующем, заведующим, им же основанной кафедрой «Специальные сооружения» (1995—2004).
В настоящее время является полным профессором Грузинского технического университета.
В 1979 году организует Институт Космических Сооружений Грузии, в котором занимал должности- генерального конструктора и генерального директора В институте создано множество космических и наземных военно-инженерных комплексов и конструкций.
С 1995 года по сегодняшний день как научный руководитель и непосредственный участник, выполняет заказы: немецкой компании «Daimler-Benz Aerospace — Dornier Satelliten system», итальянской компании «Alenia Aerospazio». Института лёгких конструкций Мюнхенского технического университета и Европейского космического агентства (ESA).
23 июля 1999 года был выведен на орбиту первый в истории грузинский космический объект — демонстратор технологий «Рефлектор», который после успешного раскрытия и испытания 28 июля покинул орбитальную станцию «Мир» и начал движение по независимой орбите. Элгуджа Медзмариашвили является генеральным конструктором «Рефлектора».
В 1999—2002 годах он являлся советником Министра обороны Грузии по вопросам инженерного обеспечения войск.
В 1999—2004 годах он был избран членом Парламента Грузии, где он вначале занимал должность председателя Подкомиссии военной промышленности. затем председателя парламентской фракции и пост лидера парламентского тематического большинства.
В 2006 году, в результате реорганизации Института Космических Сооружений Грузии и Военно-Инженерной Академии Генерального Штаба Вооруженных Сил Грузии, по его инициативе был создан Институт Сооружений, Специальных Систем и Инженерного Обеспечения Грузинского Технического Университета, в котором Элгуджа Медзмариашвили по сегодняшний день занимает должности Генерального конструктора и Председателя научного Совета.
Он опубликовал более 250 научных трудов, в том числе монографии, учебники, научные статьи и изобретения.
Элгуджа Медзмариашвили создал теорию трансформируемых инженерных систем и трансформируемые — развертываемые военные и гражданские, космические и наземные комплексы. Создал в Грузии научную, техническую и академическую базу развития военно-инженерной отрасли.
Женат, имеет четырёх детей.

## Награды, премии, звания
- Орден Вахтанга Горгасали 1 степени (1999) — за развитие в Грузии космической и военно-инженерной техники и создание первой Грузинской космической спутниковой системы.
- «Орден Чести» (1996) — за создание наземного стендового комплекса космической системы и его сохранение в чрезвычайных условиях.
- Лауреат Государственной премии Грузии в области науки и техники (1995) (за успехи в космической механике).
- Медаль «За трудовую доблесть» (1986, СССР).
- Медаль «За военные заслуги» (Грузия).
- Почётный гражданин Тбилиси (2018).
- Почётный гражданин Мцхеты (1999).
- 9 медалей ведомственных и международных организаций.
- Доктор военных наук, доктор технических наук.
- Член Грузинской национальной академии наук; профессор.

## Решения о награждениях
1. Указ Президиума Верховного Совета СССР от 20 августа 1986 года.
2. Указ Президента Грузии № 615 от 18 сентября 1996 года.
3. Решение Комитета государстиенных премий по Науке и Технике при Президенте Грузии 1996 года.
4. Указ Президента Грузии № 896 от 26 июля 1999 года.
5. Указ Президента Грузии № 674 от 25 мая 2002 года.